# Sébastien Rohat
Sébastien Rohat (né le 18 février 1985 à Briançon dans le département des Hautes-Alpes) est un joueur professionnel français de hockey sur glace.

## Biographie

### Carrière en club
Il a été formé chez les Diables rouges de Briançon. Depuis 2003, il évolue avec l'équipe première.
En 2004-2005, les Diables rouges perdent en finale de la Coupe de France contre les Dragons de Rouen.
La saison suivante, l'équipe échoue une nouvelle fois en finale de Coupe de France contre Dijon puis sombre en quart de finale des séries éliminatoires de Ligue Magnus contre cette même équipe. Lors de la saison 2006-2007, les briançonnais terminent troisièmes de la saison régulière de la Ligue Magnus. Lors des demi-finales, elle est battue trois victoires à deux contre le futur vainqueur Grenoble. En 2007-2008, l'équipe perd en finale de la Coupe de la Ligue et en finale de la Ligue Magnus contre les Dragons de Rouen.
En 2008, l'entraîneur Luciano Basile l'aligne en début de saison avec le centre Timo Seikkula et Brice Chauvel. L'équipe est battue en huitième de finale de la Coupe de France chez les Ducs de Dijon 3-1. Elle s'incline en finale de Coupe de la Ligue contre les Brûleurs de Loups de Grenoble 4-3 après prolongation. Les Briançonnais, premiers de la saison régulière, sont défaits trois victoires à une en finale de la Ligue Magnus contre cette même équipe. Les grenoblois réalisent le quadruplé avec en plus le match des champions et la Coupe de France.
En 2009-2010, Grenoble bat 1-0 les Diables Rouges lors du Match des Champions à Mulhouse. Rouen vainqueur de la Coupe de la Ligue éliminent les Diables rouges en demi-finale. Le 31 janvier 2010, il est l'un des artisans de la victoire des Diables Rouges en finale de la Coupe de France 2010 contre Rouen 2-1 aux tirs au but au Palais omnisports de Paris-Bercy. Il s'agit du premier titre majeur remporté par le club.
Alors qu'il prolonge son contrat avec les Diables rouges à l'intersaison 2010-2011, le club n'est pas validé en Ligue Magnus. Il s'engage avec les Ours de Villard-de-Lans au début du mois d'août. Les Diables rouges étant validés en appel, il revient à Briançon. Rajeunie, l'équipe réalise un beau parcours en Coupe de la Ligue avant de s'incliner en finale contre les Brûleurs de Loups de Grenoble 4-3 en prolongation. Briançon, quatrième de la saison régulière, est sorti trois victoires à une par Amiens en quart de finale
Au cours de la Coupe de la ligue 2011-2012, les Diables Rouges, premiers de la poule D, éliminent ensuite Chamonix puis Rouen pour atteindre la finale de l'épreuve. Le match se dispute sur la glace de Méribel où ils comptent cinq défaites en finale de Coupe de la ligue et de Coupe de France. Après trois échecs à ce stade de la compétition, les Briançonnais l'emportent 4-1 face aux Pingouins de Morzine-Avoriaz et décrochent la première Coupe de la Ligue de leur histoire. En Coupe de France, les rouges sont sortis 3-2 par Amiens en quart de finale après avoir battu Valence et Gap. L'année 2012 est plus difficile, ils terminent in extremis quatrièmes de la saison régulière de la ligue Magnus. Au complet, ils se font éliminer par Angers, qui compte cinq blessés, en quart de finale trois victoires à une.
En 2013, l'équipe est éliminée en demi finale de coupe de la ligue par Angers. Elle évince Marseille, Morzine-Avoriaz, Dijon puis Grenoble 4-1 en demi-finale de Coupe de France puis bat Angers 2-1 lors de la finale au Palais omnisports de Paris-Bercy. En championnat, Briançon termine la saison régulière à la troisième place. L'équipe élimine Strasbourg en quatre matchs lors des quarts de finale. Futur champion de France, Rouen met fin à la saison des briançonnais trois victoires à une au stade des demi-finales.
Les briançonnais remportent le match des champions 2013 face à Rouen 4-2. En Coupe de France, les Diables rouges atteignent le stade des demi-finales où ils sont éliminés 2-4 face à Rouen. Briançon s'incline contre cette même équipe en demi-finale de Coupe de la Ligue. Le 22 décembre 2013, ils remportent 5-4 face à Grenoble le Winter Game, match de saison régulière disputé au Stade des Alpes. Deuxièmes de la saison régulière, les briançonnais éliminent Villard-de-Lans trois matchs à un puis Dijon en quatre matchs secs. Lors de la finale, Ils affrontent Angers et s'imposent quatre victoires à trois. Lors du septième et dernier match, le 6 avril 2014, les Ducs mènent 1-0 grâce à Braden Walls à la patinoire René Froger. Les Diables rouges réagissent en supériorité numérique et l'emportent 5-1. Briançon décroche la Coupe Magnus, trophée récompensant le champion de France, pour la première fois de son histoire.

### Carrière internationale
En 2008, il a participé avec l'équipe de France A' au Tournoi International du Mont-Blanc.

## Statistiques
| Saison    | Équipe                        | Ligue        |                   | Saison régulière  | Saison régulière  | Saison régulière  | Saison régulière  | Saison régulière  |                   | Séries éliminatoires | Séries éliminatoires | Séries éliminatoires | Séries éliminatoires | Séries éliminatoires |
| Saison    | Équipe                        | Ligue        | PJ                | B                 | A                 | Pts               | Pun               | PJ                | B                 | A                    | Pts                  | Pun                  |                      |                      |
| 2003-2004 | Diables rouges de Briançon    | Ligue Magnus | 18                | 1                 | 1                 | 2                 | 2                 | 4                 | 0                 | 1                    | 1                    | 0                    |                      |                      |
| 2004-2005 | Diables rouges de Briançon    | Ligue Magnus | 24                | 0                 | 3                 | 3                 | 16                | 4                 | 0                 | 0                    | 0                    | 0                    |                      |                      |
| 2005-2006 | Diables rouges de Briançon    | Ligue Magnus | 23                | 1                 | 2                 | 3                 | 16                | 4                 | 0                 | 0                    | 0                    | 2                    |                      |                      |
| 2006-2007 | Diables rouges de Briançon    | Ligue Magnus | 26                | 2                 | 2                 | 4                 | 44                | 8                 | 0                 | 0                    | 0                    | 6                    |                      |                      |
| 2007-2008 | Diables rouges de Briançon    | Ligue Magnus | 26                | 3                 | 6                 | 9                 | 20                | 9                 | 0                 | 0                    | 0                    | 4                    |                      |                      |
| 2008-2009 | Diables rouges de Briançon    | Ligue Magnus | 25                | 8                 | 11                | 19                | 4                 | 12                | 0                 | 1                    | 1                    | 2                    |                      |                      |
| 2009-2010 | Diables rouges de Briançon    | Ligue Magnus | 26                | 11                | 10                | 21                | 6                 | 9                 | 2                 | 0                    | 2                    | 2                    |                      |                      |
| 2010-2011 | Diables rouges de Briançon    | Ligue Magnus | 19                | 2                 | 5                 | 7                 | 4                 |                   |                   |                      |                      |                      |                      |                      |
| 2011-2012 | Diables rouges de Briançon    | Ligue Magnus | 26                | 3                 | 2                 | 5                 | 4                 | 4                 | 0                 | 0                    | 0                    | 0                    |                      |                      |
| 2012-2013 | Diables rouges de Briançon    | Ligue Magnus | 25                | 4                 | 6                 | 10                | 2                 | 8                 | 1                 | 0                    | 1                    | 2                    |                      |                      |
| 2013-2014 | Diables rouges de Briançon    | Ligue Magnus | 26                | 3                 | 2                 | 5                 | 37                | 15                | 1                 | 3                    | 4                    | 18                   |                      |                      |
| 2014-2015 | Rapaces de Gap                | Ligue Magnus | 25                | 2                 | 8                 | 10                | 14                | 17                | 4                 | 4                    | 8                    | 4                    |                      |                      |
| 2015-2016 | Rapaces de Gap                | Ligue Magnus | 16                | 1                 | 10                | 11                | 10                | 11                | 0                 | 2                    | 2                    | 10                   |                      |                      |
| 2016-2017 | Brûleurs de loups de Grenoble | Ligue Magnus | 44                | 5                 | 11                | 16                | 24                | 12                | 1                 | 1                    | 2                    | 2                    |                      |                      |
| 2017-2018 | Brûleurs de loups de Grenoble | Ligue Magnus | 44                | 7                 | 4                 | 11                | 10                | 17                | 3                 | 8                    | 11                   | 4                    |                      |                      |
| 2018-2019 | Brûleurs de loups de Grenoble | Ligue Magnus | 44                | 14                | 20                | 34                | 24                | 15                | 3                 | 2                    | 5                    | 4                    |                      |                      |
| 2019-2020 | Brûleurs de loups de Grenoble | Ligue Magnus | 37                | 1                 | 10                | 11                | 32                | 2                 | 0                 | 0                    | 0                    | 0                    |                      |                      |
| 2020-2021 | Brûleurs de loups de Grenoble | Ligue Magnus | 22                | 0                 | 8                 | 8                 | 8                 | -                 | -                 | -                    | -                    | -                    |                      |                      |
| 2021-2022 | Rapaces de Gap                | Ligue Magnus | 44                | 4                 | 5                 | 9                 | 14                | 6                 | 1                 | 0                    | 1                    | 2                    |                      |                      |
| 2022-2023 | Rapaces de Gap                | Ligue Magnus | 34                | 6                 | 3                 | 9                 | 20                | -                 | -                 | -                    | -                    | -                    |                      |                      |
| 2023-2024 | Rapaces de Gap                | Ligue Magnus | Saison en cours ? | Saison en cours ? | Saison en cours ? | Saison en cours ? | Saison en cours ? | Saison en cours ? | Saison en cours ? | Saison en cours ?    | Saison en cours ?    | Saison en cours ?    |                      |                      |

| Saison    | Équipe                     | Compétition |    | Saison régulière | Saison régulière | Saison régulière | Saison régulière | Saison régulière |   | Séries éliminatoires | Séries éliminatoires | Séries éliminatoires | Séries éliminatoires | Séries éliminatoires |
| Saison    | Équipe                     | Compétition | PJ | B                | A                | Pts              | Pun              | PJ               | B | A                    | Pts                  | Pun                  |                      |                      |
| 2003-2004 | Diables rouges de Briançon | CdF         | 2  | 0                | 2                | 2                | 0                |                  |   |                      |                      |                      |                      |                      |
| 2004-2005 | Diables rouges de Briançon | CdF         | 5  | 0                | 0                | 0                | 4                |                  |   |                      |                      |                      |                      |                      |
| 2005-2006 | Diables rouges de Briançon | CdF         | 5  | 1                | 0                | 1                | 4                |                  |   |                      |                      |                      |                      |                      |
| 2006-2007 | Diables rouges de Briançon | CdF         | 4  | 0                | 0                | 0                | 27               |                  |   |                      |                      |                      |                      |                      |
| 2006-2007 | Diables rouges de Briançon | CdL         | 4  | 1                | 0                | 1                | 4                |                  |   |                      |                      |                      |                      |                      |
| 2007-2008 | Diables rouges de Briançon | CdF         | 3  | 0                | 3                | 3                | 0                |                  |   |                      |                      |                      |                      |                      |
| 2007-2008 | Diables rouges de Briançon | CdL         | 7  | 0                | 0                | 0                | 2                |                  |   |                      |                      |                      |                      |                      |
| 2008-2009 | Diables rouges de Briançon | CdF         | 1  | 0                | 0                | 0                | 0                |                  |   |                      |                      |                      |                      |                      |
| 2008-2009 | Diables rouges de Briançon | CdL         | 11 | 2                | 2                | 4                | 6                |                  |   |                      |                      |                      |                      |                      |
| 2009-2010 | Diables rouges de Briançon | CdF         | 5  | 0                | 1                | 1                | 2                |                  |   |                      |                      |                      |                      |                      |
| 2009-2010 | Diables rouges de Briançon | CdL         | 6  | 3                | 0                | 3                | 0                |                  |   |                      |                      |                      |                      |                      |
| 2010-2011 | Diables rouges de Briançon | CdL         | 6  | 3                | 1                | 4                | 2                | 5                | 0 | 4                    | 4                    | 18                   |                      |                      |
| 2011-2012 | Diables rouges de Briançon | CdF         | 3  | 0                | 4                | 4                | 0                | -                | - | -                    | -                    | -                    |                      |                      |
| 2011-2012 | Diables rouges de Briançon | CdL         | 6  | 3                | 0                | 3                | 0                | 5                | 1 | 2                    | 3                    | 0                    |                      |                      |
| 2012-2013 | Diables rouges de Briançon | CdF         | 4  | 0                | 2                | 2                | 2                | -                | - | -                    | -                    | -                    |                      |                      |
| 2012-2013 | Diables rouges de Briançon | CdL         | 5  | 1                | 2                | 3                | 0                | 4                | 0 | 1                    | 1                    | 0                    |                      |                      |
| 2013      | Diables rouges de Briançon | MdC         | 1  | 0                | 0                | 0                | 0                | -                | - | -                    | -                    | -                    |                      |                      |
| 2013-2014 | Diables rouges de Briançon | CdL         | 6  | 1                | 1                | 2                | 0                | 4                | 2 | 1                    | 3                    | 0                    |                      |                      |
| 2013-2014 | Diables rouges de Briançon | CdF         | -  | -                | -                | -                | -                | 3                | 1 | 0                    | 1                    | 0                    |                      |                      |

## Évolution en Ligue Magnus
- Premier match: le 13 septembre 2003 à Gap.
- Premier point: le 24 janvier 2004 à Angers.
- Premier but: le 7 février 2004 contre Clermont-Ferrand.
- Première assistance: le 24 janvier 2004 à Angers.
- Plus grand nombre de points en un match: 4, le 3 mars 2010 à Neuilly-sur-Marne
- Plus grand nombre de buts en un match: 2, à plusieurs reprises.
- Plus grand nombre d'assistances en un match: 2, à plusieurs reprises.